# 第900幼獅旅
第900幼獅旅 (希伯來語：‎),是以色列國防軍的最新組建的現役步兵旅，隸屬於中央司令部的第99步兵師 (後備) 。